# Partit Reformes i Ordre
El Partit Reformes i Ordre és un partit polític d'Ucraïna. Fou creat l'octubre de 1997 com un partit de dreta, dirigit per l'ex-vice primer ministre Viktor Pynzenyk.
A les eleccions al Parlament d'Ucraïna de 1998 el partit va obtenir 879.861 vots i 3 escons a la Rada Suprema (en un sol districte electoral mandat). A les eleccions al Parlament d'Ucraïna de 2002 va participar en el Bloc la Nostra Ucraïna de Víktor Iúsxenko. Després de la Revolució Taronja de 2004 el partit es va distanciar del Bloc i després d'una decisió judicial va canviar el seu nom novament a Partit Reformes i Ordre (Partiya Reformy i Poriadok).
En les eleccions al Parlament d'Ucraïna de 2006 es presentà amb aliança amb Pora! i va obtenir l'1,47% dels vots i cap representació. El 3 de desembre de 2006, el partit va anunciar la seva decisió d'unir-se al Bloc Iúlia Timoixenko. A les eleccions al Parlament d'Ucraïna de 2007, el partit formà part d'aquest Bloc, que va obtenir 156 dels 450 escons.